# بحرية المياه الزرقاء

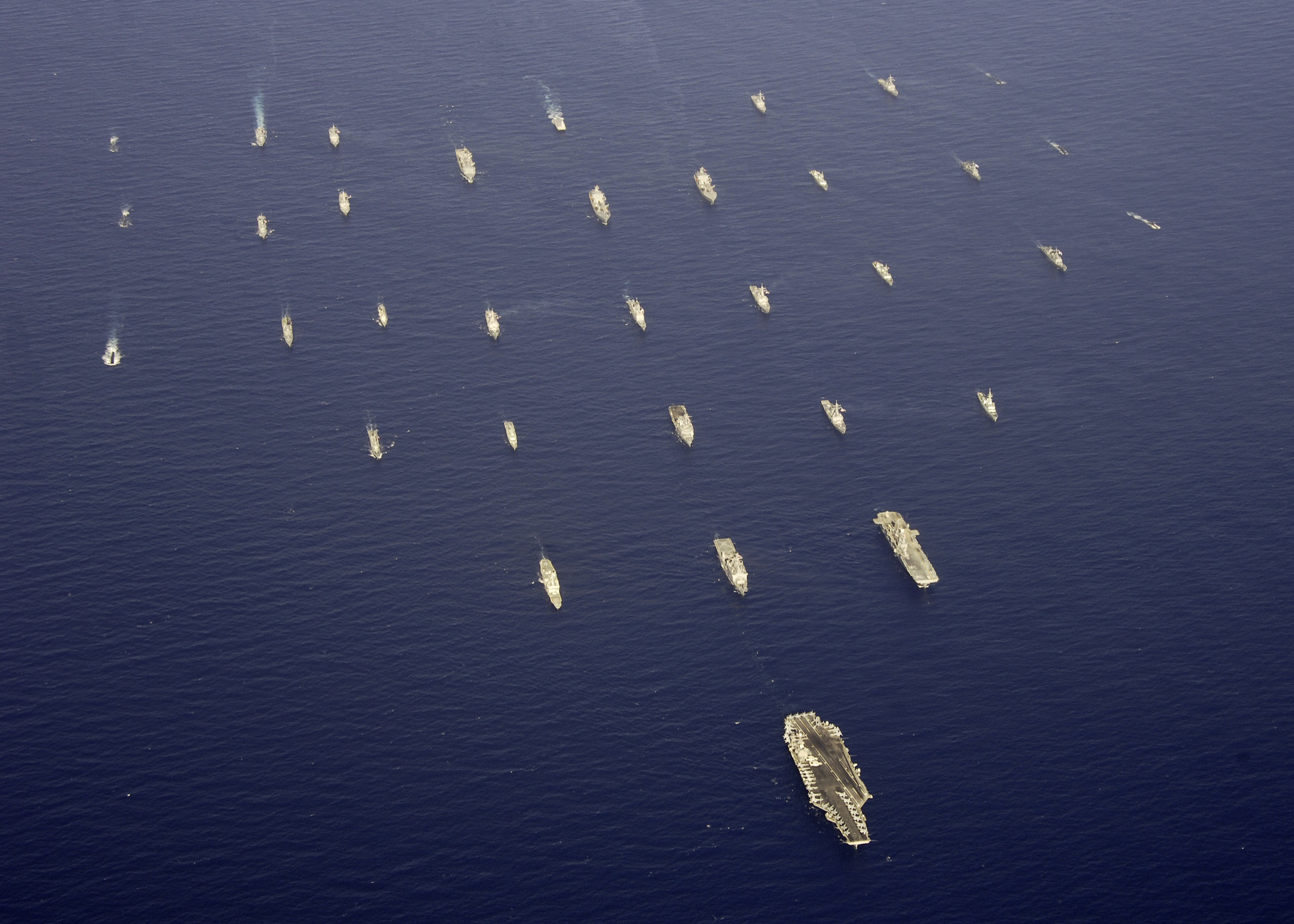
تقود السفينة يو إس إس أبراهام لنكولن مجموعة من السفن من ثماني دول خلال تمرين RIMPAC في عام 2006.

بحرية المياه الزرقاء هي قوة بحرية قادرة على العمل دوليا، وبشكل أساسي عبر المياه العميقة للمحيطات المفتوحة. حين تختلف تعريفات ما يشكل فعليًا مثل هذه القوة، هناك شرط للقدرة على ممارسة التحكم البحري في نطاقات واسعة.
مصطلح «بحرية المياه الزرقاء» هو مصطلح جغرافي بحري على النقيض من «البحرية ذات المياه البنية» و«البحرية ذات المياه الخضراء».
عرّف جهاز الأمن الدفاعي في الولايات المتحدة البحرية بالمياه الزرقاء بأنها «قوة بحرية قادرة على التشغيل المستمر عبر المياه العميقة للمحيطات المفتوحة. تسمح بحرية المياه الزرقاء للبلد بإظهار القوة خارج حدودها البحرية وعادةً ما تشمل هذه القوة واحدة أو أكثر من حاملات الطائرات، حيث تستطيع سفن بحرية أصغر حجمًا إرسال سفن أقل إلى الخارج لفترات زمنية قصيرة».

## سمات البحرية المياه الزرقاء

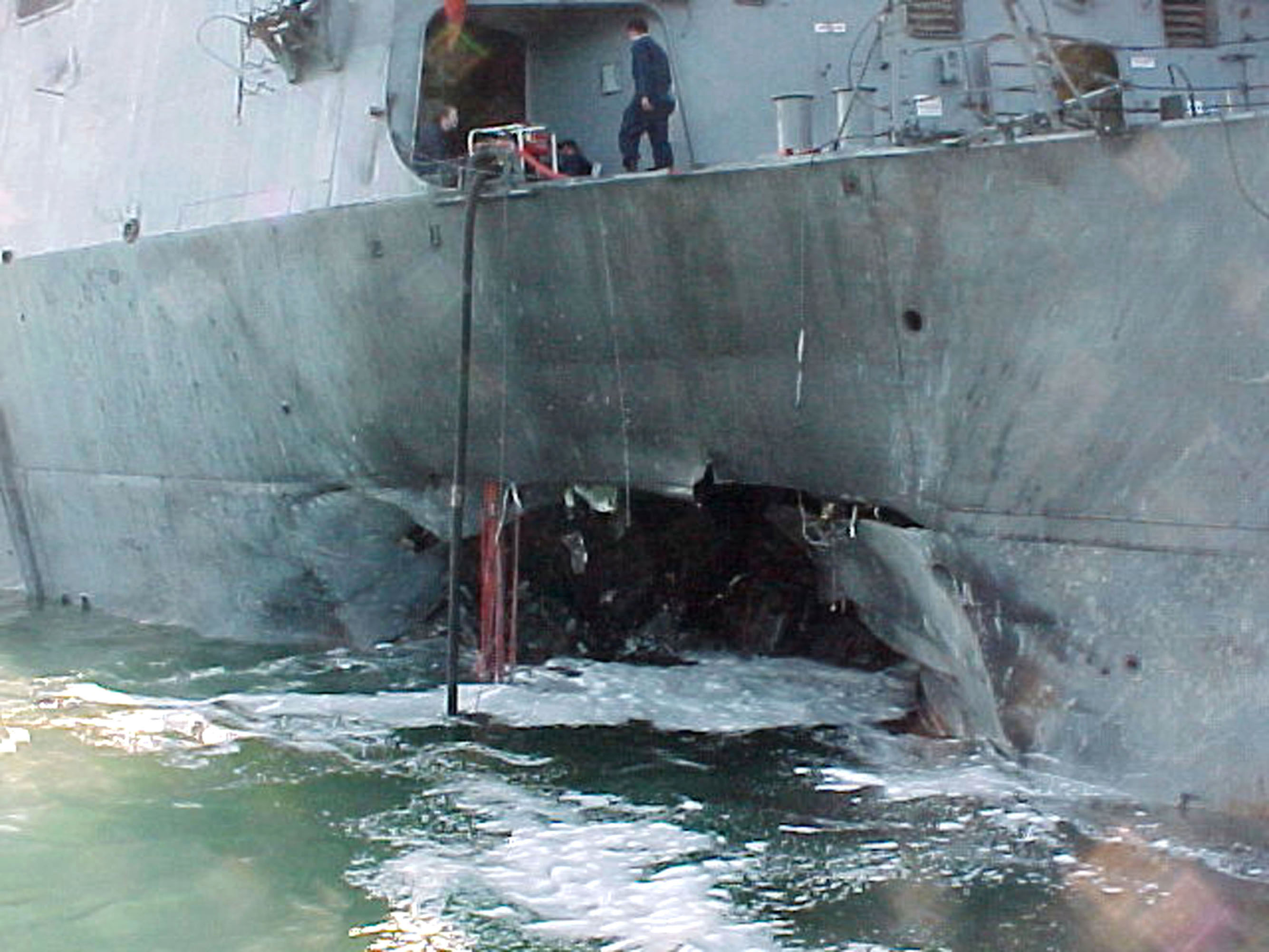
لا تزال بحرية المياه الزرقاء عرضة للتهديدات غير المتماثلة، على سبيل المثال تفجير المدمرة الأمريكية كول في أكتوبر 2000

في المناقشات العامة، تتماهى قدرة المياه الزرقاء مع الأعمال العسكرية للسفن الرئيسية الأيقونية مثل طراريد المعركة/البوارج، وحاملات الطائرات، والغواصات النووية. على سبيل المثال، خلال جدال في سبعينيات القرن العشرين حول ما إذا كان على أستراليا استبدال إتش إم إيه إس ميلبورن، زعم قائد سابق للبحرية أنه إن لم تستبدل أستراليا حاملة الطائرات الأخيرة التي تمتلكها، «فلن يعود بحوزتها بحرية مياه زرقاء». في النهاية، لم تشترِ أستراليا حاملة جديدة، إلا أن مستشار الدفاع البرلماني الأسبق غاري براون ظلّ يزعم في عام 2004 أن بحريّتها بقيت «قوّة مياه زرقاء فعالة». البحرية السوفييتية قرابة نهاية الحرب الباردة هي مثال آخر عن بحرية مياة زرقاء امتلكت الحد أدنى من حاملات الطائرات، واعتمدت عوضًا عن ذلك على غواصات، وسفن سطحية حاملة للصواريخ، وقاذفات بعيدة المدى بُنيت قواعدها في البر.
تتضمّن بحرية المياه الزرقاء قوة حماية من التهديدات تحت السطحية والسطحية والجوية وامتدادًا لوجستيًا مستدامًا، متيحةً حضورًا دائمًا عن بعد. السمة المميزة لبحرية مياه زرقاء حقيقية هي القدرة على سد النقص في البحر (آر إيه إس)، وتكليف سفن سد النقص الجاري هو دلالة قوية على طموحات بحرية المياه الزرقاء. في حين تستطيع بحرية المياه الزرقاء إقامة قوة تحكم بحرّية على شواطئ دولة أخرى، فإنها تبقى عُرضةً لتهديدات من قوات بإمكانيات أقل (حرب غير متكافئة). تترتب على أعمال الصيانة عن بعد واللوجستيات تكاليف مرتفعة، وقد يكون هناك أفضلية قصف أهداف على قوة منتشرة عبر استخدام القوة الجوية البرية، أو مخزون صواريخ أرض-أرض، أو غواصات ديزل إلكترونية، أو تكتيكات متباينة مثل الزوارق الهجومية الساحلية السريعة. مثال عن قابلية التهديد هذه كان تفجير يو إس إس كول في خليج عدن في أكتوبر عام 2000.
لا ينبغي خلط مصطح «بحرية المياه الزرقاء» مع قدرة سفينة فردية. على سبيل المثال، يمكن لسفن بحرية المياه الخضراء غالبًا تنفيذ عمليات عسكرية في المياه الزرقاء لفترات قصيرة من الوقت. تمتلك العديد من الدول مخزونًا ضخمًا من البحرية إلا أنها تفتقر لقدرة الإبقاء على الامتداد اللوجستي المستدام المطلوب. ينضم بعضها إلى ائتلاف مجموعات عمل تنتشر في المياه الزرقاء مثل دوريات محاربة القراصنة قبالة الصومال.

### تعاريف
وفقًا لتعريف القاموس، تشير إمكانية المياه الزرقاء إلى أسطول عابر للمحيط يستطيع تنفيذ أعمال عسكرية في المياه الدولية بعيدًا عن موانئ موطن السفينة، وينفّذ بعضها أعمالًا عسكريةً في جميع أنحاء العالم.
في كتابهما الصادر عام 2012، «القوة البحرية وآسيا-المحيط الهادئ»، لخّص البروفيسور جيفري تل وباتريك سي. براتون ما اصطلحا على تسميته «معايير موجزة» في ما يتعلق بتعاريف مياه البحرية الزرقاء والخضراء والبنية. اقتباس؛ «... تمثّل بحرية المياه البنّية بحريةً قادرة على الدفاع عن مناطقها الساحلية، وتمثّل بحرية المياه الخضراء بحريةً قادرة على تنفيذ أعمال عسكرية في المياه الإقليمية، وأخيرًا، تُوصف بحرية المياه الزرقاء بأنها بحرية تتمتع بقدرة على تنفيذ أعمال عسكرية في المياه العميقة». ويمضيان بالقول إنه حتى في ظل هذا التعريف وفهم التسلسل الهرمي للبحرية، فإنها ما تزال «غامضة». على سبيل المثال، في حين يمكن اعتبار فرنسا والولايات المتحدة من بحريات المياه الزرقاء، فهو يصرح بأن «القدرات العسكرية والوصول الجغرافي لكل من البحريتين مختلفان بلا شك».
ينص تعريف آخر على أن «المياه البنّية» تشير إلى المناطق الشاطئية ضمن 100 ميل بحري من الشريط الساحلي. تبدأ «المياه الخضراء» من مئة ميل بحري وحتى التشكيلات البرية الرئيسية التالية، في حين يشير تعريف «المياه الزرقاء» إلى القدرة على إنشاء قوات حتى ما لا يقل عن 1,500 ميل بحري وراء الساحل. جرى التمييز عادة بين بحرية مياه بنية ساحلية تنفذ أعمالًا عسكريةً في المنطقة الشاطئية حتى 200 ميل بحري (370 كيلومتر) وبحرية مياه زرقاء عابرة للمحيطات، إلا أن بحرية الولايات المتحدة نحتت مصطلحًا جديدًا، بحرية المياه الخضراء، ليحل المحل المصطلح «بحرية المياه البنّية» في لغة البحرية الخاصة بالولايات المتحدة. اليوم، باتت بحرية المياه البنّية تُعرف بأنها قوة نهرية.
رغم ما ذُكر أعلاه، فلا يوجد تعريف متفقٍ عليه للمصطلح.

## روابط خارجية
- وصف حرب فوكلاند (naval-history.net)
- حرب المحيط الهادئ (pwencycl.kgbudge.com)